# Barbara Jardin
Barbara Jardin (Montreal, 22 de octubre de 1991) es una deportista canadiense que compitió en natación.
Ganó una medalla de brionce en el Campeonato Pan-Pacífico de Natación de 2010, en la prueba de 4 × 200 m libre. Participó en los Juegos Olímpicos de Londres 2012, ocupando el cuarto lugar en la misma prueba.

## Palmarés internacional
| Campeonato Pan-Pacífico | Campeonato Pan-Pacífico | Campeonato Pan-Pacífico | Campeonato Pan-Pacífico |
| Año                     | Lugar                   | Medalla                 | Prueba                  |
| ----------------------- | ----------------------- | ----------------------- | ----------------------- |
| 2010                    | Irvine (Estados Unidos) | Medalla de bronce       | 4 × 200 m libre         |